# Vocal semitancada posterior arrodonida
La vocal semitancada posterior arrodonida és un so que es transcriu [o] en l'AFI i que està present en la majoria de llengües parlades. En notació romànica es representava [ọ] per distingir-la de la o oberta [ǫ].
És conegut amb el nom d'o tancada en les llengües on apareix. Acústicament té el primer formant sobre els 400 Hz i el segon als 1.000 Hz aproximadament.

## Característiques
- És una vocal, per tant no hi ha interrupció del pas de l'aire.
- S'articula posant la llengua cap endarrere de la boca.
- És semitancada perquè té el tercer grau d'obertura.
- És arrodonida per la forma que adopten els llavis en pronunciar-la.
- És un so sonor, ja que hi ha vibració de les cordes vocals.

## En català
És un fonema que pot variar segons el dialecte però que representaria el so de balcó, bossa, forn, sabó i sord. Es representa gràficament amb una O, amb accent o sense segons les normes d'ortografia. En l'estàndard apareix només en posició tònica, tot i que molts parlars occidentals i el mallorquí el mantenen també en posició àtona.
En català septentrional, igual que en altres llengües on no es distingeix la o oberta de la tancada, com el castellà, té una articulació mitjana [o̞].